# Nemirni (televizijska serija)
Nemirni je srbijanska televizijska serija iz 2023. godine, temelji se prema romanu Marka Popovića, Jedan pogrešan korak, a režirao ju je Darko Nikolić.
Serija je premijerno prikazana u Srbiji od 13. svibnja 2023. na Superstar TV, dok u Hrvatskoj serija je premiijerno prikazana na RTL platformi videa na zahtjev RTL Play od 29. svibnja 2023.

## Radnja
Policijsku inspektorica Mirna Paligorić slučajno otkriva vezu između države, službe i kriminala, i čovjeka koji pokušava da dokaže da njegov brat nije kriv za ubojstvo za koje svi tvrde da ga je počinio.Životi policajaca, kriminalaca i naizgled slučajnih sudionika upleteni su u “sistem spojenih posuda” koji dovodi do neočekivanih i šokantnih otkrića, koja sve njih ostavljaju nemirnima.

## Pregled serije
| Sezona | Epizoda | Srpsko prikazivanje                   | Hrvatsko prikazivanje |
| ------ | ------- | ------------------------------------- | --------------------- |
| 1      | 12      | 13. svibnja 2023.. – 18. lipnja 2023. | od 29. svibnja 2023.  |

## Glumačka postava
| Glumac                | Lik                                |
| --------------------- | ---------------------------------- |
| Nikolina Friganović   | Mirna Paligorić                    |
| Gordan Kičić          | Momčilo Banović                    |
| Strahinja Blažić      | Vukašin Banović                    |
| Vanja Ejdus           | Sonja                              |
| Mladen Andrejević     | Milan                              |
| Boris Pingović        | Nebojša Ubiparić                   |
| Milan Čučilović       | inspektor Radovan "Rade" Jovanović |
| Marinko Prga          | Dragić                             |
| Dejan Aćimović        | Sreten Božović                     |
| Marko Gvero           | Đura Kecman                        |
| Nikola Pavlović       | Kristijan Belimarković             |
| Igor Benčina          | Nenad i Predrag Petrović           |
| Vukašin Marković      | Ognjen Paligorić                   |
| Izudin Bajrović       | Branko Sokolović                   |
| Jovan Vlaović         | Čombe                              |
| Ljubomir Bandović     | Radomir Raša Stanković             |
| Milena Predić         | Žaklina Stanković                  |
| Gorica Popović        | Ruža                               |
| Ana Mandić            | Nevena Banović                     |
| Mihailo Milidragović  | Mladen Voinović                    |
| Damjan Kecojević      | Budimir Buca Paligorić             |
| Jelena Stupljanin     | Jasna/Milena                       |
| Vaja Dujović          | Bojana Paligorić                   |
| Radoslav Milenković   | Dimitrije Beli Belimarković        |
| Janko Popović Volarić | Nikola Veličković                  |
| Aleksandra Janković   | Vana                               |
| Milivoje Obradović    | Sale Radojević                     |
| Maja Lukić            | Tijana Jovičević                   |
| Tatjana Venčelovski   | Dragica Jovičević                  |
| Nenad Gvozdenović     | Vesko Jovičević                    |
| Denis Murić           | Zlatan Hadžislavković              |
| Nebojša Dugalić       | Zoran Slavuj                       |
| Ivan Đorđević         | Bogdan                             |
| Dejan Tončić          | Milan Đorđević "Kimi"              |
| Anica Dobra           | Svetlana Banović                   |
| Olivera Viktorović    | Ljiljana                           |
| Igor Filipović        | komšija                            |
| Vahid Džanković       | Šone                               |
| Vanja Jovanović       | Anabela                            |
| Ljubiša Milišić       | radnik                             |
| Dušan Jovanović       | Zver                               |
| Željko Ninčić         | dr. Conić                          |
| Đorđe Mitrović        | Aleksa                             |
| Dubravko Jovanović    | Dragan Kuzmanović                  |
| Vesna Čipčić          | Slavica Kuzmanović                 |
| Jadranka Selec        | komšinica                          |
| Alisa Lacko           | Gordana                            |
| Pavle Pekić           | Maks                               |
| Dušan Petković        | Oliver                             |
| Bora Nenić            | Šonetov otac                       |
| Miroslav Žužić        | Lala                               |
| Miloš Vlalukin        | Dragoljub Paligorić                |
| Rade Nikolić          | Miloš                              |
| Srđan Miletić         | Mutavi                             |
| Nebojša Đorđević      | Džoni                              |
| Nenad Heraković       | Dejan Simić "Debeli Deki"          |
| Matija Živković       | Petar                              |
| Lazar Maksić          | policajac 1                        |
| Boba Stojmirović      | policajac 2                        |
| Bojana Đurašković     | novinarka                          |
| Nikola Štrbac         | mladić                             |
| Lazar Sakan           | Bogdanov partner                   |
| Marko Milošević       | mladi policajac                    |
| Teodora Bičanin       | plavuša                            |
| Dragan Stanić         | haker                              |
| Luka Stanković        | šegrt                              |
| Marko Ivanović        | Ivan BIA                           |
| Nemanja Cerovac       | mladi Slavuj                       |
| Arsenije Milenković   | mladi Beli                         |
| Radivoj Milosavljević | Rale                               |
| Staša Jeftić          | Bosa                               |
| Jelena Puzić          | dr. Maja                           |
| Dalibor Kostić        | dubler Predrag/Nenad               |
| Juca                  | pas Džeki                          |
| Jelena Blagojević     | devojka na rolerima                |
| Lazar Đukić           | mladi doktor                       |
| Katarina Mitrović     | spremačica                         |
| Dejana Miladinović    | kafe kuvarica                      |
| Leo Paulke            | Dušan, dete                        |
| Luka Ostojić          | Vukašin, dete                      |
| Vuk Čučilović         | Kristijan tinejdžer                |
| Tara Lazović          | Mirna, dete                        |
| Ognjen Ignjat         | Ognjen, dete                       |
| Aleksandar Osvald     | Momčilo                            |
| Petar Ćorak           | Kristijan, dete                    |
| Maksim Matijašević    | bokser 1                           |
| Stefan Petrović       | bokser 2                           |

## Vanjske poveznice
- Službena stranica na superstartv.rs
- Nemirni u internetskoj bazi filmova IMDb-a (engl.)